# 多姆埃利塞烏

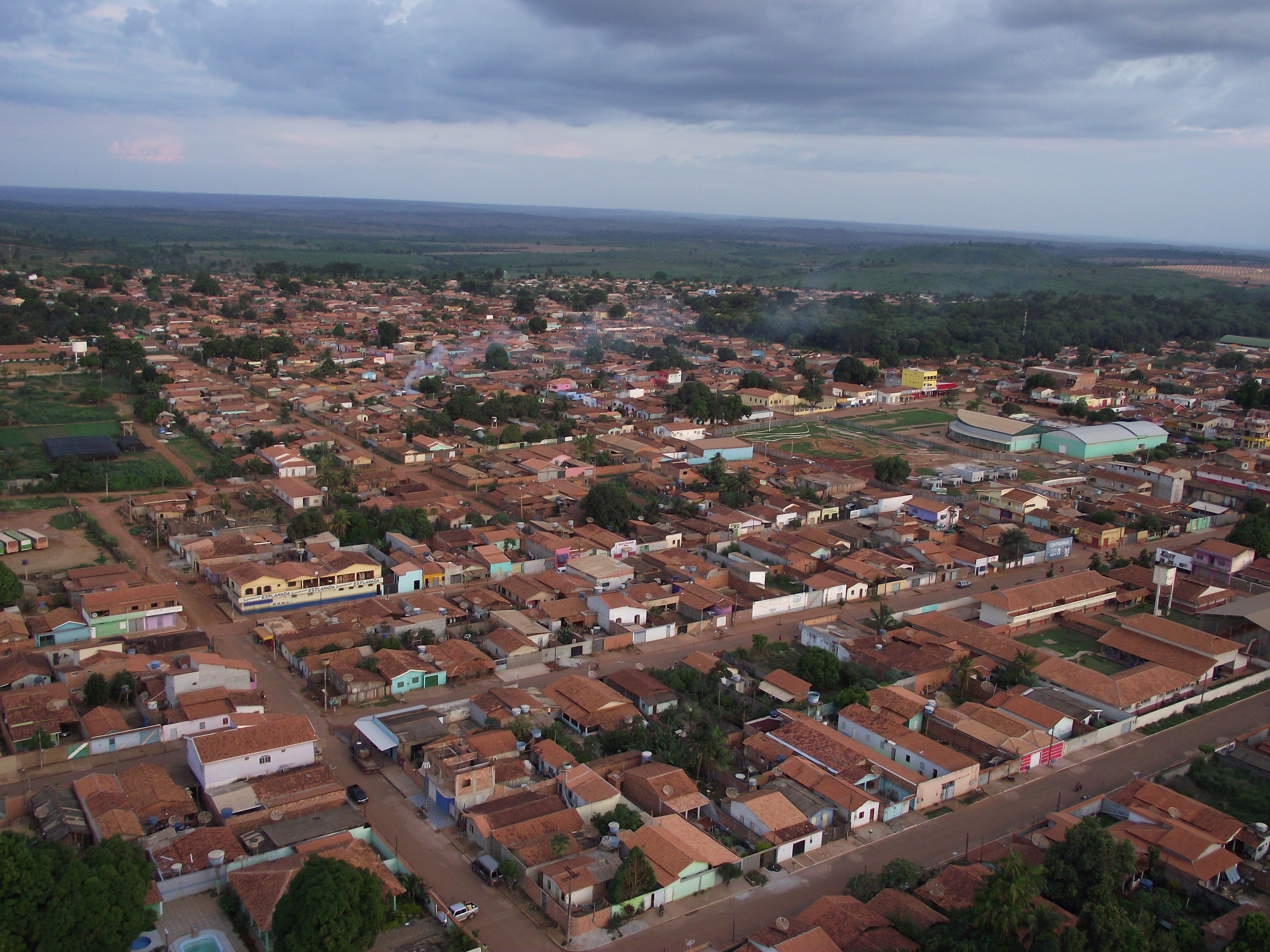
多姆埃利塞烏

多姆埃利塞烏（葡萄牙語：Dom Eliseu），是巴西的城鎮，位於該國北部，由帕拉州負責管轄，始建於1961年，面積5,268平方公里，海拔高度180米，2014年人口55,513，人口密度每平方公里10.54人。